# Região Metropolitana de Campina Grande
A Região Metropolitana de Campina Grande (RMCG) é uma região metropolitana brasileira localizada no estado da Paraíba. Foi criada pela Lei Complementar Estadual nº 92/2009. A matéria foi aprovada pela assembleia legislativa da Paraíba no dia 17 de novembro de 2009 e sancionada dia 11 de dezembro de 2009 pelo governo do estado.

## História
A ideia de criação da Região Metropolitana de Campina Grande surgiu no ano de 2004 pelo deputado estadual Aguinaldo Ribeiro, o projeto havia sido aprovado pela Assembleia Legislativa da Paraíba no dia 15 de setembro de 2004. A nova região metropolitana estava prevista para ser efetivada no início de 2005. No entanto, o então governador Cássio Cunha Lima vetou o projeto no dia 21 de novembro. Os argumentos utilizados foram que, além de inconstitucional, uma vez que não é do Poder Legislativo, mas do Executivo a prerrogativa de tal iniciativa, ele pretendia realizar uma discussão com os prefeitos recém-eleitos para os municípios em questão, inclusive com o de Campina Grande.
A Região Metropolitana de Campina Grande só veio se tornar uma realidade cinco anos depois, quando novamente o deputado estadual Agnaldo Ribeiro desengavetou o projeto, e enviou para a Assembleia Legislativa, que novamente por unanimidade aprovou o projeto que foi sancionado pelo então governador do estado José Maranhão. Inicialmente, a RMCG compreendia 23 municípios: Alagoa Nova, Areial, Aroeiras, Barra de Santana, Boa Vista, Boqueirão, Campina Grande (sede), Caturité, Esperança, Fagundes, Gado Bravo, Ingá, Itatuba, Lagoa Seca, Massaranduba, Matinhas, Montadas, Poço Redondo, Puxinanã, Queimadas, Riachão do Bacamarte, São Sebastião de Lagoa de Roça e Serra Redonda. Posteriormente, a região metropolitana passou a ser formada por 27 municípios, com a inclusão de Alcantil, Natuba, Santa Cecília e Umbuzeiro.
Com a criação da Região Metropolitana de Esperança (RME), no dia 8 de junho de 2012, os municípios de Alagoa Nova, Areial, Esperança, Montadas, Pocinhos e São Sebastião da Lagoa da Roça foram excluídos para integrarem a nova região metropolitana. Depois, com a nova Região Metropolitana de Itabaiana (21 de janeiro de 2013), os municípios de Ingá e Riachão do Bacamarte também foram excluídos da RMCG, que atualmente é formada por dezenove municípios.

## Municípios
| Município        | Legislação  | População (2022) | Área (km²) | Densidade (2022) | Distância a Campina Grande (km) |
| ---------------- | ----------- | ---------------- | ---------- | ---------------- | ------------------------------- |
| Alcantil         | LCE 95/2010 | 5.578            | 309,896    | 18,00            | 74,2                            |
| Aroeiras         | LCE 92/2009 | 18.705           | 376,118    | 49,73            | 57,1                            |
| Barra de Santana | LCE 92/2009 | 8.059            | 375,177    | 21,48            | 40,5                            |
| Boa Vista        | LCE 92/2009 | 6.377            | 468,933    | 13,60            | 45,0                            |
| Boqueirão        | LCE 92/2009 | 17.598           | 373,077    | 47,17            | 47,0                            |
| Campina Grande   | LCE 92/2009 | 419.379          | 591,658    | 708,82           | -                               |
| Caturité         | LCE 92/2009 | 5.254            | 117,823    | 44,59            | 34,0                            |
| Fagundes         | LCE 92/2009 | 11.049           | 185,061    | 59,70            | 25,9                            |
| Gado Bravo       | LCE 92/2009 | 8.179            | 192,420    | 42,51            | 56,6                            |
| Itatuba          | LCE 92/2009 | 10.499           | 251,749    | 41,70            | 52,1                            |
| Lagoa Seca       | LCE 92/2009 | 27.730           | 108,219    | 256,24           | 9,2                             |
| Massaranduba     | LCE 92/2009 | 14.139           | 209,402    | 67,52            | 18,1                            |
| Matinhas         | LCE 92/2009 | 4.571            | 36,522     | 125,16           | 24,4                            |
| Natuba           | LCE 95/2010 | 8.945            | 202,173    | 44,24            | 90,5                            |
| Puxinanã         | LCE 92/2009 | 14.277           | 71,118     | 200,75           | 17,1                            |
| Queimadas        | LCE 92/2009 | 47.658           | 402,748    | 118,33           | 17,2                            |
| Santa Cecília    | LCE 95/2010 | 7.670            | 217,577    | 35,25            | 99,5                            |
| Serra Redonda    | LCE 92/2009 | 6.828            | 55,197     | 123,70           | 26,5                            |
| Umbuzeiro        | LCE 95/2010 | 9.124            | 185,578    | 49,17            | 76,5                            |
| TOTAL            |             | 651.619          | 4.730,446  | 137,75           |                                 |